# Eburia lewisi
Eburia lewisi là một loài bọ cánh cứng trong họ Cerambycidae.